# Easy Does It (film)
Pour les articles homonymes, voir Easy Does It.
Pour plus de détails, voir Fiche technique et Distribution.
Easy Doest It est une comédie policière américaine réalisée par Will Addison et sortie en 2019.

## Fiche technique
- Titre original : Easy Does It
- Réalisation : Will Addison
- Scénario : Will Addison et Ben Matheny
- Photographie : Bruno Doria
- Montage : Stephen Pfeil
- Musique : Jordan Lehning
- Costumes : Ellen Bull
- Décors :
- Producteur : Will Addison, Lizzie Guitreau et Ben Matheny
  - Coproducteur : Lee Garcia, Beal Locke, Ben Maner et Jon Perry
  - Producteur délégué : Alexa Georges
  - Producteur associé : Bryan Batt, Constantine Georges, Dwight Henry, Matthew Paul Martinez, S. E. Smith et Andrew Vogel
  - Producteur consultant : Sean Flanagan et Carroll Gelderman
  - Producteur codélégué : Bruno Doria et Parker Roy
- Sociétés de production : EFI Productions, Worklight Pictures et Contessa Projects
- Sociétés de distribution : Gravitas Ventures
- Pays de production :  États-Unis
- Langue originale : anglais
- Format : couleur
- Genre : Comédie policière
- Durée : 95 minutes
- Dates de sortie :
  - États-Unis : 
    - 18 octobre 2019 (La Nouvelle-Orléans)
    - 17 juillet 2020 (en salles)

  - Royaume-Uni : 16 mars 2021

## Distribution
- Linda Hamilton : King George
- Bryan Batt : Officier Owens
- Ben Matheny : Jack Buckner
- Dwight Henry : Chef Parker
- Matthew Paul Martinez : Scottie Aldo
- John Goodman : Crawford
- Susan Gordon : Blue Eyes
- Harry Shearer : Bob Mckee
- Julio Castillo : Clerk Carlos
- Cory Dumesnil